# Aganonerion
Aganonerion és un gènere monotípic de fanerògames de la família de les Apocynaceae. Únicament conté l'espècie: Aganonerion polymorphum Pierre que és originària d'Indoxina.

## Usos
S'utilitza com a planta medicinal i com a aliment, on hi surt per exemple en una varietat de la sopa vietnamita anomenada canh chua.
És un tipus de liana amb fulles comestibles, fruites àcides. Les tiges s'utilitzen per a cordes.

## Taxonomia
El gènere va ser descrit per Spire i A.Spire i publicat a Le Caoutchouc en Indo-Chine 43. 1906.